# Casa Jueva
La casa Jueva està situada al carrer Castelló número 20 de la ciutat de València. Es tracta d'una edificació residencial d'estil art déco valencià construïda l'any 1930.

## Edifici
Fou construït per l'arquitecte valencià Joan Guardiola Martínez en 1930. És un exemple d'estil art déco valencià. En l'edifici l'arquitecte s'inspira lliurement en l'arquitectura d'altres països i èpoques, cosa que ja havia realitzat en altres edificis com en l'Ateneu Suec del Socors en 1927 o a la Casa Ferran Guardiola de Barcelona en 1929. En aquest cas en la façana conviuen elements arquitectònics d'estil oriental, àrab, egipci, hindú, hebreu, etc.
El nom popular de casa jueva es deu a l'estrella de David que es troba just en la llinda de l'entrada de l'edifici. Va ser construïda per encàrrec de José Salom, molt probablement al cognom d'origen jueu del seu propietari es deu la utilització per part de l'arquitecte d'aquest element tan característic de la cultura hebrea. En l'edifici es reunia de manera discreta i secreta la reduïda comunitat jueva de l'època que residia a València per a realitzar les seves tradicionals celebracions religioses.
L'edifici consta de planta baixa i sis altures. Destaca l'originalitat estílistica en tota la façana, amb una exòtica i rica ornamentació, tant a la porta d'entrada com en la primera altura i en la sumptuosa rematada de l'edifici d'inspiració oriental, àrab i hindú.
La planta baixa i la rematada de l'edifici s'han vist clarament alterats amb el pas del temps. En la rematada de l'edifici es van retirar les rematades d'estil hindú que el coronaven.